# Tóth Alexandra (labdarúgó, 1990)
Tóth Alexandra (Csorna, 1990. március 18. –) válogatott magyar labdarúgó, hátvéd. Jelenleg a DVTK labdarúgója. A sportsajtóban Tóth I Alexandra néven ismert.

## Pályafutása

### Klubcsapatban
2003 és 2008 között a Győri ETO FC labdarúgója volt. 2009-ben szerződött az MTK Hungária FC csapatához.  A 2010–11-es idény alapszakasza után az izlandi bajnokság újonc csapatához, a Thróttur Reykjavíkhoz távozott, majd 2013-tól az ausztriai felsőőri FC Südburgenland játékosaként szerepelt. Ausztriából visszatérve az MTK-nál és az ETO-ban is eltöltött fél évet, a 2017-es bajnoki idénynek viszont már a DVTK színeiben vágott neki.

### A válogatottban
2007 óta 21 alkalommal szerepelt a válogatottban.

## Sikerei, díjai
- Magyar bajnokság
  - bajnok: 2009–10, 2010–11
- Magyar kupa
  - győztes: 2010

## Statisztika

### Mérkőzései a válogatottban
| Magyarország | Magyarország        | Magyarország               | Magyarország  | Magyarország | Magyarország        | Magyarország | Magyarország | Magyarország |
| #            | Dátum               | Helyszín                   | Hazai         | Eredmény     | Vendég              | Kiírás       | Gólok        | Esemény      |
| ------------ | ------------------- | -------------------------- | ------------- | ------------ | ------------------- | ------------ | ------------ | ------------ |
| 1.           | 2007. március 15.   | Győr, Integrál-DAC pálya   | Magyarország  | 3 – 1        | Szlovákia           | barátságos   | -            | 46'          |
| 2.           | 2007. szeptember 5. | Vuhan                      | Kína          | 4 – 0        | Magyarország        | barátságos   | -            |              |
| 3.           | 2007. október 21.   | Bük                        | Magyarország  | 2 – 2        | Szlovénia           | barátságos   | -            | 46'          |
| 4.           | 2007. október 27.   | Bük                        | Magyarország  | 1 – 3        | Olaszország         | Eb-selejtező | -            | 62'          |
| 5.           | 2009. június 3.     | Ptuj                       | Szlovénia     | 2 – 5        | Magyarország        | barátságos   | -            | 46'          |
| 6.           | 2009. szeptember 2. | Hajdújárás                 | Szerbia       | 1 – 8        | Magyarország        | barátságos   | -            | 69'          |
| 7.           | 2010. február 23.   | Hódmezővásárhely           | Magyarország  | 1 – 0        | Szerbia             | barátságos   | -            | 78'          |
| 8.           | 2010. március 9.    | Telki                      | Magyarország  | 1 – 1        | Szlovákia           | barátságos   | -            | 58'          |
| 9.           | 2010. március 11.   | Szenc                      | Szlovákia     | 1 – 1        | Magyarország        | barátságos   | -            | 60'          |
| 10.          | 2010. március 31.   | Sopron                     | Magyarország  | 2 – 0        | Bosznia-Hercegovina | vb-selejtező | -            | 83'          |
| 11.          | 2010. május 5.      | Zalaegerszeg               | Magyarország  | 3 – 1        | Szlovénia           | barátságos   | -            | 60'          |
| 12.          | 2010. június 19.    | Kielce                     | Lengyelország | 0 – 0        | Magyarország        | vb-selejtező | -            | 56'          |
| 13.          | 2010. november 26.  | Győr, ETO Park             | Magyarország  | 3 – 4        | Csehország          | barátságos   | -            |              |
| 14.          | 2010. november 28.  | Lanžhot                    | Csehország    | 1 – 2        | Magyarország        | barátságos   | -            |              |
| 15.          | 2011. április 13.   | Szenc                      | Szlovákia     | 2 – 4        | Magyarország        | barátságos   | -            |              |
| 16.          | 2011. augusztus 23. | Arad                       | Románia       | 4 – 2        | Magyarország        | barátságos   | -            | 46'          |
| 17.          | 2011. augusztus 25. | Pécska                     | Románia       | 2 – 0        | Magyarország        | barátságos   | -            | 62'          |
| 18.          | 2013. március 6.    | Ferreiras (POR)            | Magyarország  | 0 – 1        | Mexikó              | Algarve-kupa | -            | 64'          |
| 19.          | 2013. március 8.    | Vila Real de Santo António | Portugália    | 0 – 2        | Magyarország        | Algarve-kupa | -            | 85'          |
| 20.          | 2013. március 11.   | Quarteira (POR)            | Wales         | 1 – 1        | Magyarország        | Algarve-kupa | -            | 88'          |
| 21.          | 2013. március 13.   | Parchal (POR)              | Magyarország  | 1 – 4        | Izland              | Algarve-kupa | -            | 45+2'        |
|              | Összesen            |                            |               | 21           | mérkőzés            |              | 0            | gól          |